# 甘肃马先蒿雅江亚种
甘肃马先蒿雅江亚种（学名：Pedicularis kansuensis sp. yargongensis）为玄参科马先蒿属下的一个亚种。

## 扩展阅读
- 維基物種上的相關：甘肃马先蒿雅江亚种